# CLC (ljusmätningssystem)
CLC (Contrast Light Compensation) var ett ljusmätningssystem för kameror, skapat av Minolta på 1960-talet.
En kamera med CLC har två mätceller för ljus: en för den nedre delen av bilden och en för den övre delen. Den nedre delen av mätcellen är dubbelt så ljuskänslig. Exponeringsvärdet beräknas som ett medelvärde av de två mätcellerna och eftersom den nedre är mer ljuskänslig tar man mer hänsyn till den nedre delen av bilden. Det typiska exemplet är när man har en ljus himmel som annars skulle göra den nedre delen av bilden för mörk. 

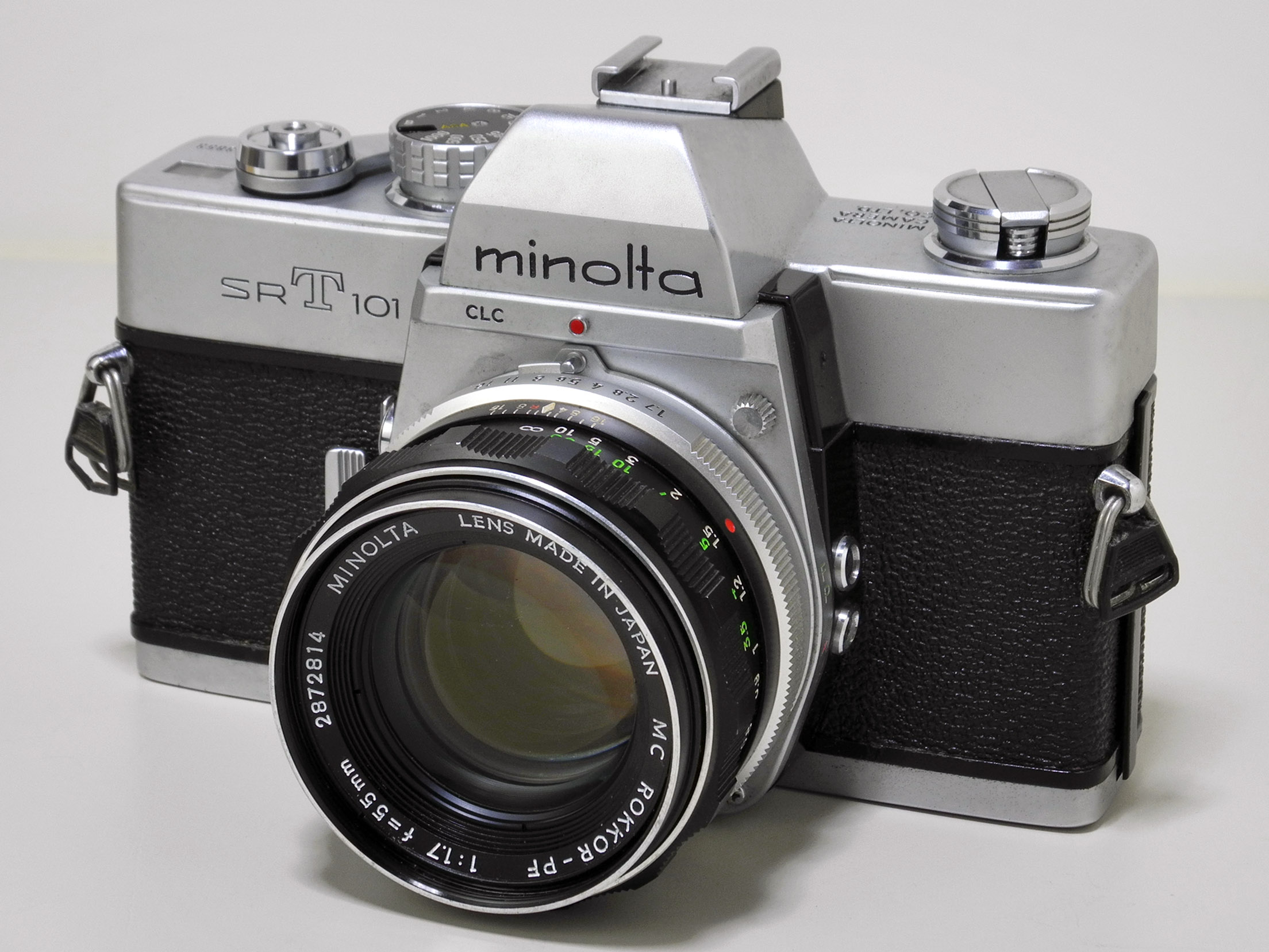
Minolta SRT101 som lanserades 1966 använde CLC ljusmätning.

CLC är en föregångare till dagens kameror med matrismätning, vilket Nikon FA var först med 1983.